# Триммер (газонокосилка)

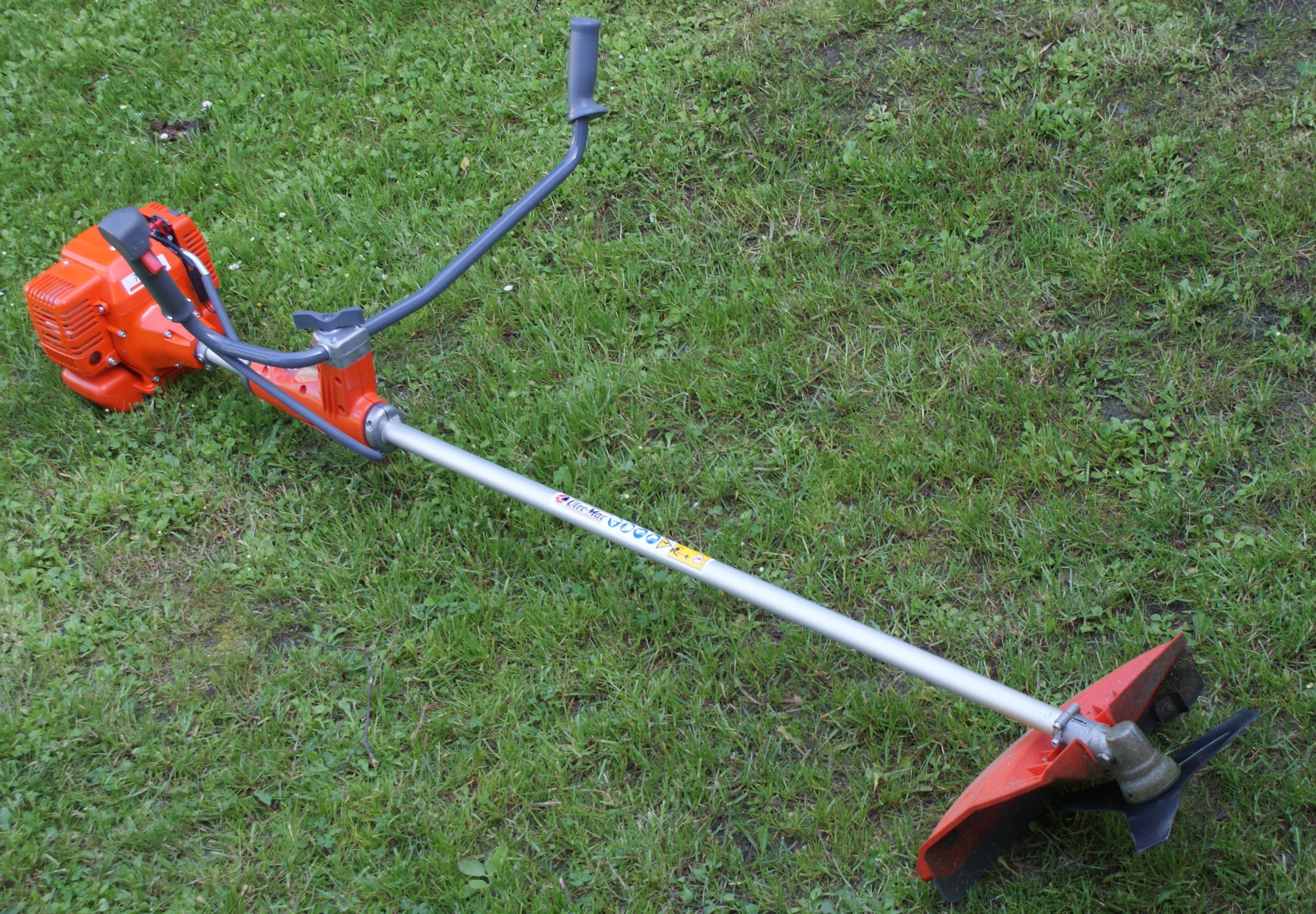
Мотокоса с трёхлопастным ножом

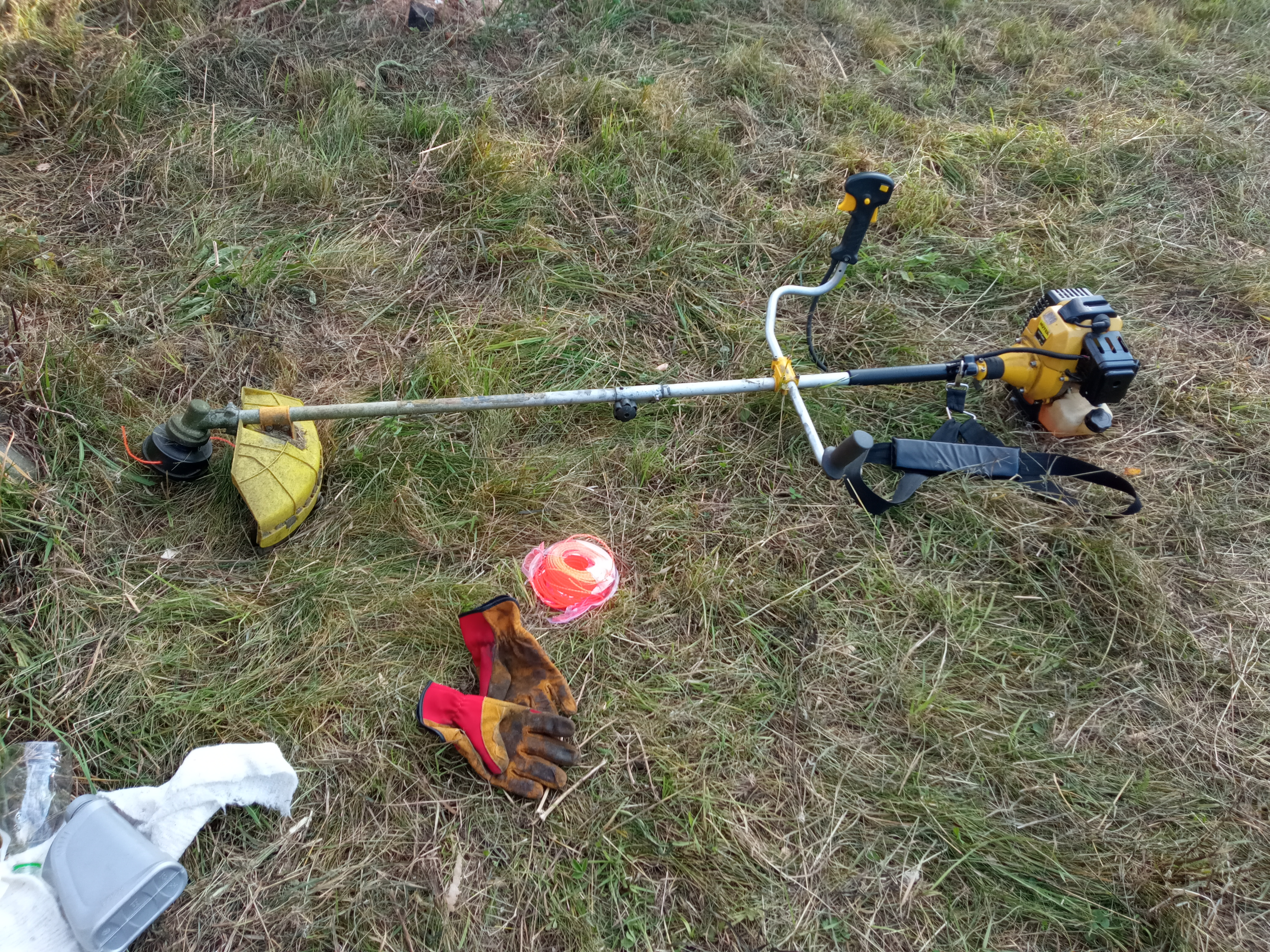
Мотокоса с триммерной головкой

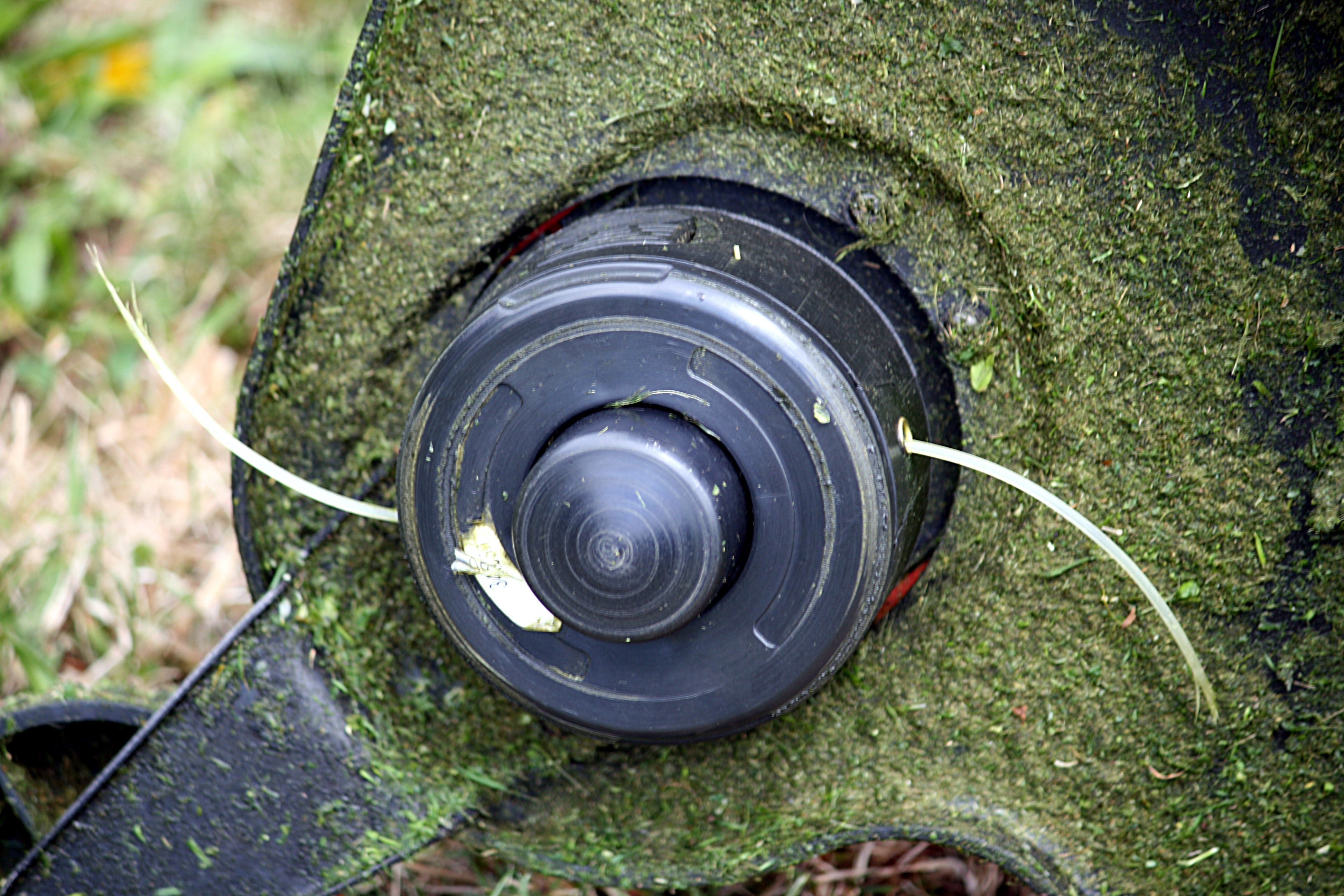
Рабочая головка триммера с леской

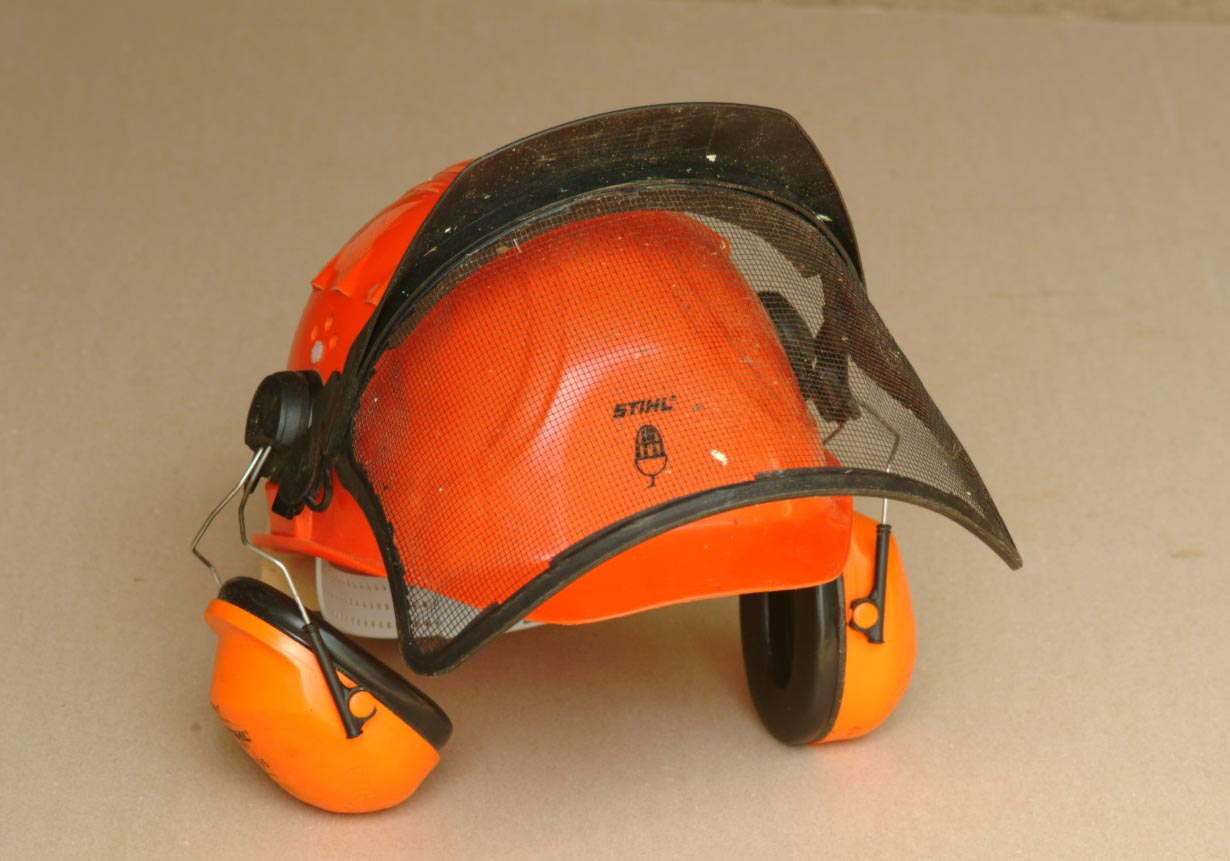
Защитная каска с маской и наушниками для работы с бензокосой или бензопилой

Триммер, триммер-газонокосилка — переносной электро- или бензоинструмент для скашивания травы на газонах. Режущим элементом триммера служит специальная пластиковая леска или металлический диск. Триммером могут выполняться работы на труднодоступных и неровных участках земли.
Более мощные аналогичные устройства называются моторизованными косами.

## История изобретения
Триммер был изобретён в 1971 году в Хьюстоне (Техас, США) американским предпринимателем Джорджем Болласом после того, как, во время визита на автомойку, где он обратил внимание на работу вращающихся щёток, его посетила идея использовать аналогичный принцип для кошения травы. Первый триммер был сделан из жестяной банки, в которой он проделал отверстия, продел через них куски лески небольшой длины и приспособил эту незамысловатую конструкцию к эджеру. Боллас продолжил модифицировать своё первоначальное изобретение и в итоге создал садовый инструмент, назвав его «Weed Eater» (с англ. — «поедатель сорняков»), что отражало предназначение триммера, то есть покос сорной травы вокруг деревьев, при этом кора последних оставалась неповреждённой.

## Описание
Триммеры предназначены для использования на небольших площадях скашивания, в неподходящих для полноценной колёсной газонокосилки местах — около кустов, деревьев, столбов, заборов и других многочисленных препятствий, или на неровном рельефе со склонами, а также, в случае использования насадки пилы для срезания кустарников, может использоваться, как кусторез.

## Конструкция
Триммеры, электрокосы и мотокосы состоят из штанги — вытянутой части, на одном из концов которой находится бензиновый двигатель или электродвигатель, а на рабочем конце — вращающаяся режущая рабочая головка с леской или ножом.
Триммерные головки (катушки) бывают двух видов:
- с наматыванием длинного куска лески, разматываемого в процессе работы
- с короткими кусками жёсткой лески

По принципу наматывания длинных кусков лески, триммерные головки бывают трёх видов:
- разборные — для наматывания лески необходимо вынуть центральную часть головки и намотать леску
- неразборные — для наматывания лески необходимо продеть леску через головку и прокрутить специальную рукоятку
- со сменной кассетой — внутрь головки вкладывается леска намотанная и скреплённая заводским способом

Ножи бывают двух типов:
- 2, 3, 4 или 8 лепестковые ножи (пластиковые или металлические)
- стальные косильные диски, для заготовки сена (похожи на дисковые пилы, но не имеют разводки зубьев)[2]

## Классификация

### Триммер
Триммер — это ручная электрическая сетевая или аккумуляторная газонокосилка с нижним расположением коллекторного электродвигателя (над рабочей головкой) небольшой мощности. В качестве режущего элемента используется специальная леска. Триммер предназначен для скашивания обычной травы с тонкими и мягкими стеблями на небольшой площади, так как он зависит от длины сетевого кабеля, либо от небольшой продолжительности работы от одного заряда аккумулятора. Также триммерные насадки применяются на мотокосах, для скашивания травы вокруг деревьев, вдоль заборов, стен (так как применение дисковых насадок может их повредить или опасно).

### Электрокоса и мотокоса

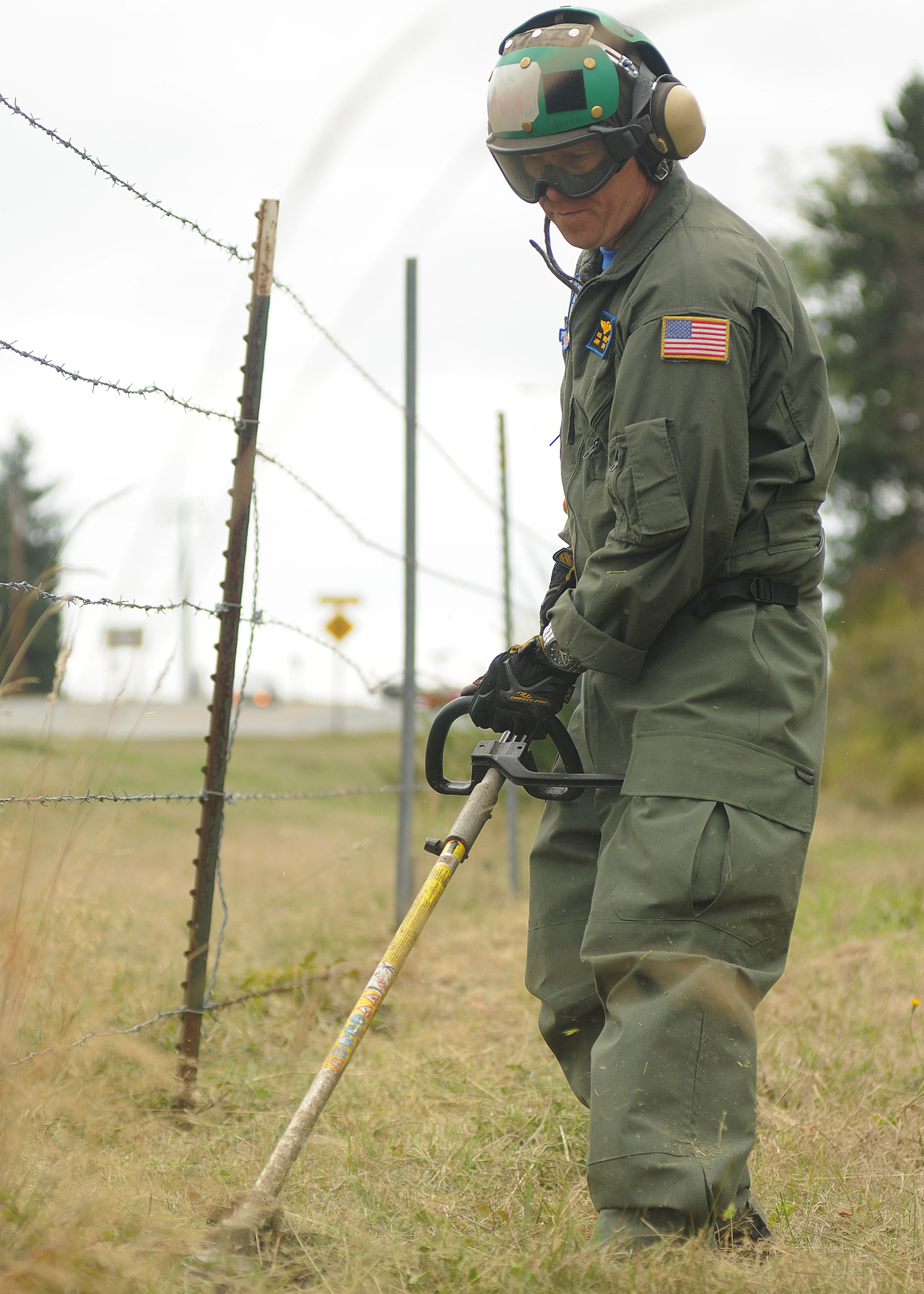
американский военный косит траву

Электрокосы и мотокосы — это ручные газонокосилки. Расположение двигателя на мотокосах — верхнее (на противоположном от рабочей головки конце штанги). В электрокосах может быть как верхнее, так и нижнее расположение двигателя. В качестве рабочего инструмента используют леску, металлический нож или дисковую пилу.

#### Мотокоса
Мотокоса (бензокоса) — газонокосилка с бензиновым двухтактным (в большинстве случаев) или четырёхтактным двигателем, чаще с ручным стартером, но есть и с электростартером от аккумулятора, которые заводятся при помощи кнопки, ручной стартер требует больших усилий при заводе бензокосы, но есть ручные стартеры с более лёгким заводом, так называемый «лёгкий старт».

## Насадки для триммера
Для триммера изготавливаются и продаются различные насадки: кусторез, пила, культиватор и другие…

## Галерея

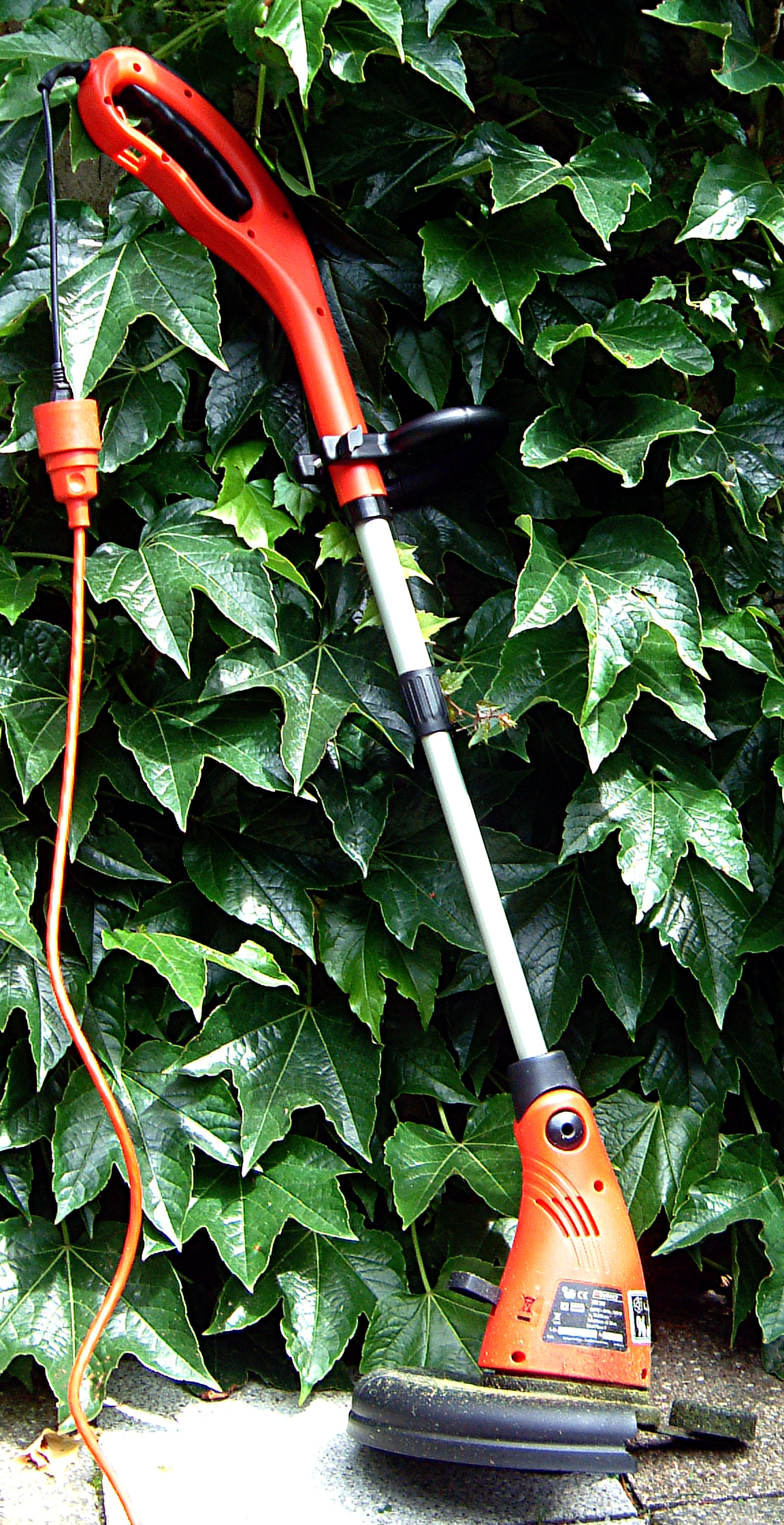
Триммер, работающий от электросети, с расположением двигателя около режущей головки
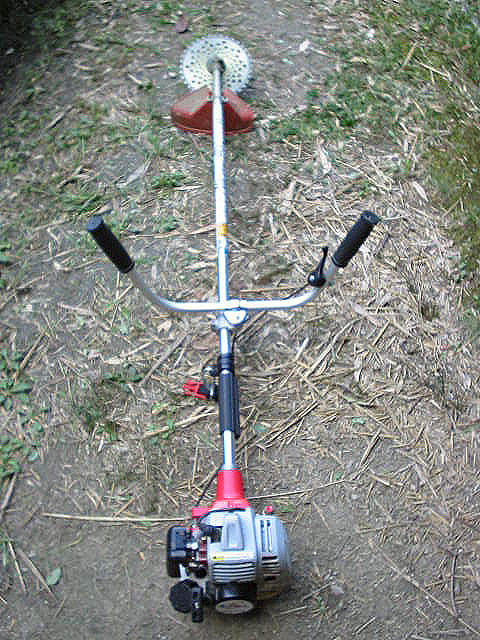
Мотокоса с дисковой пилой
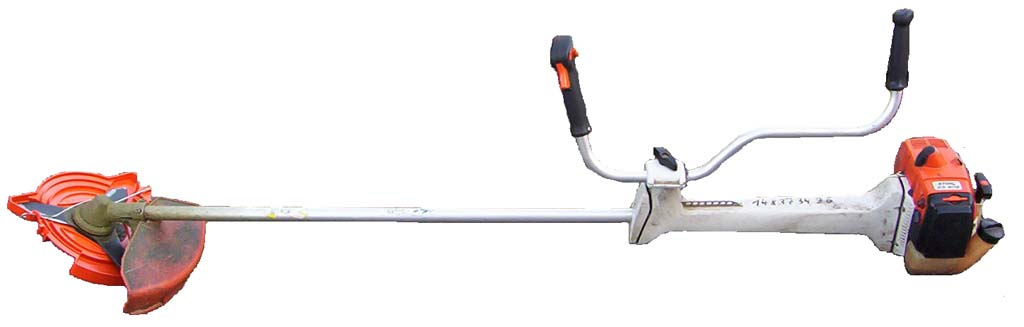
Мотокоса с трёхлопастным ножом
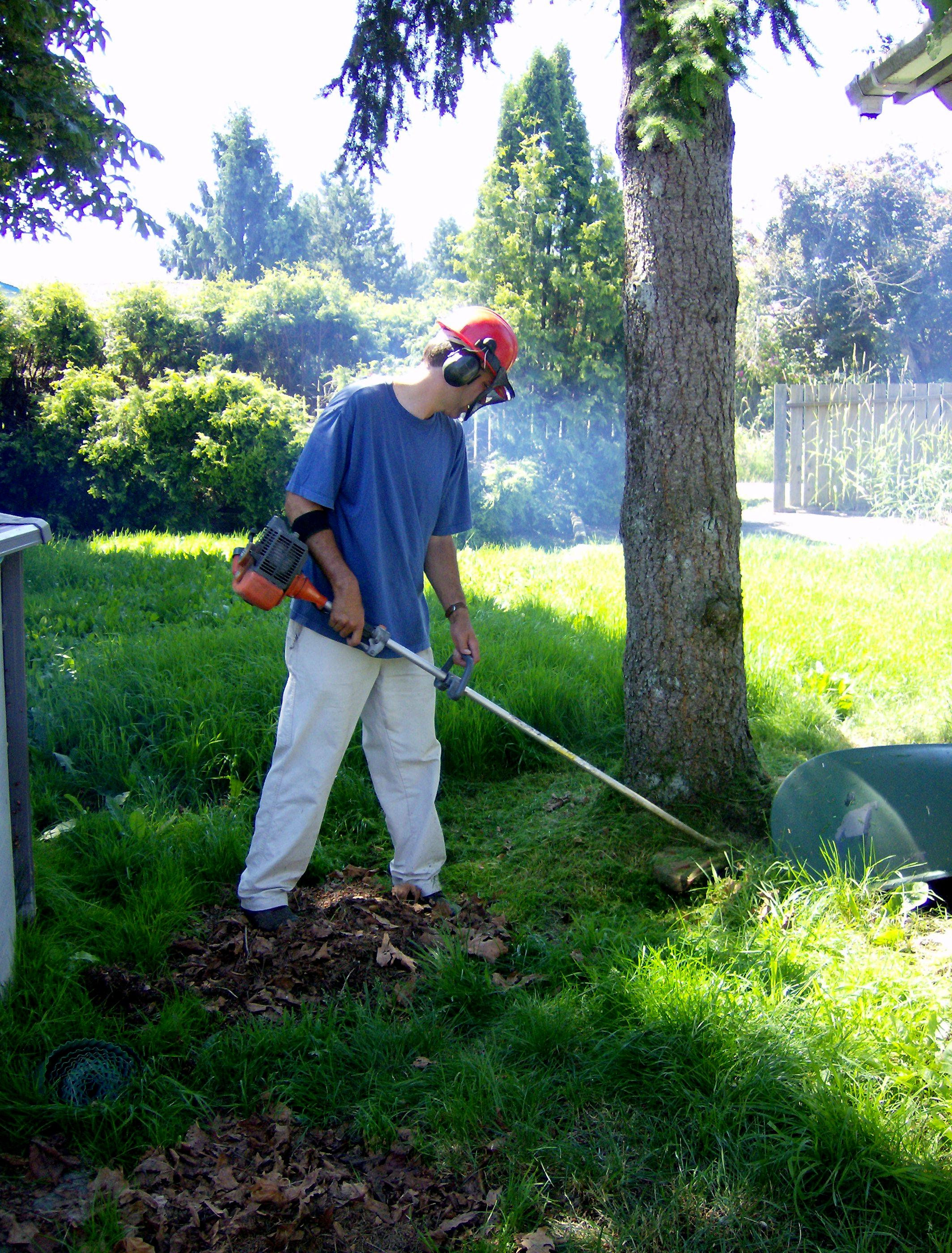
Рабочий с мотокосой
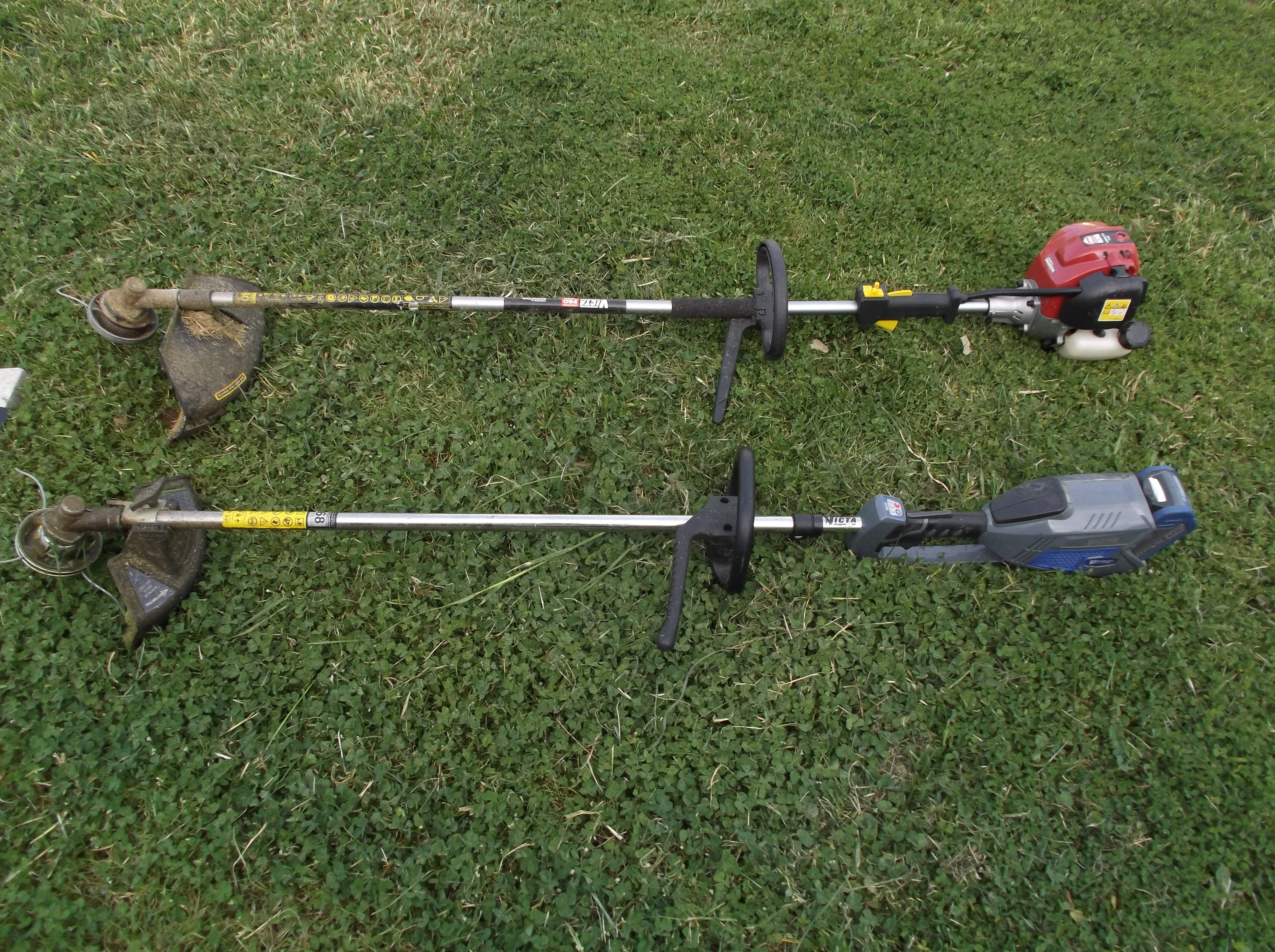
бензокоса и электрокоса на аккумуляторе с верхним расположением двигателя
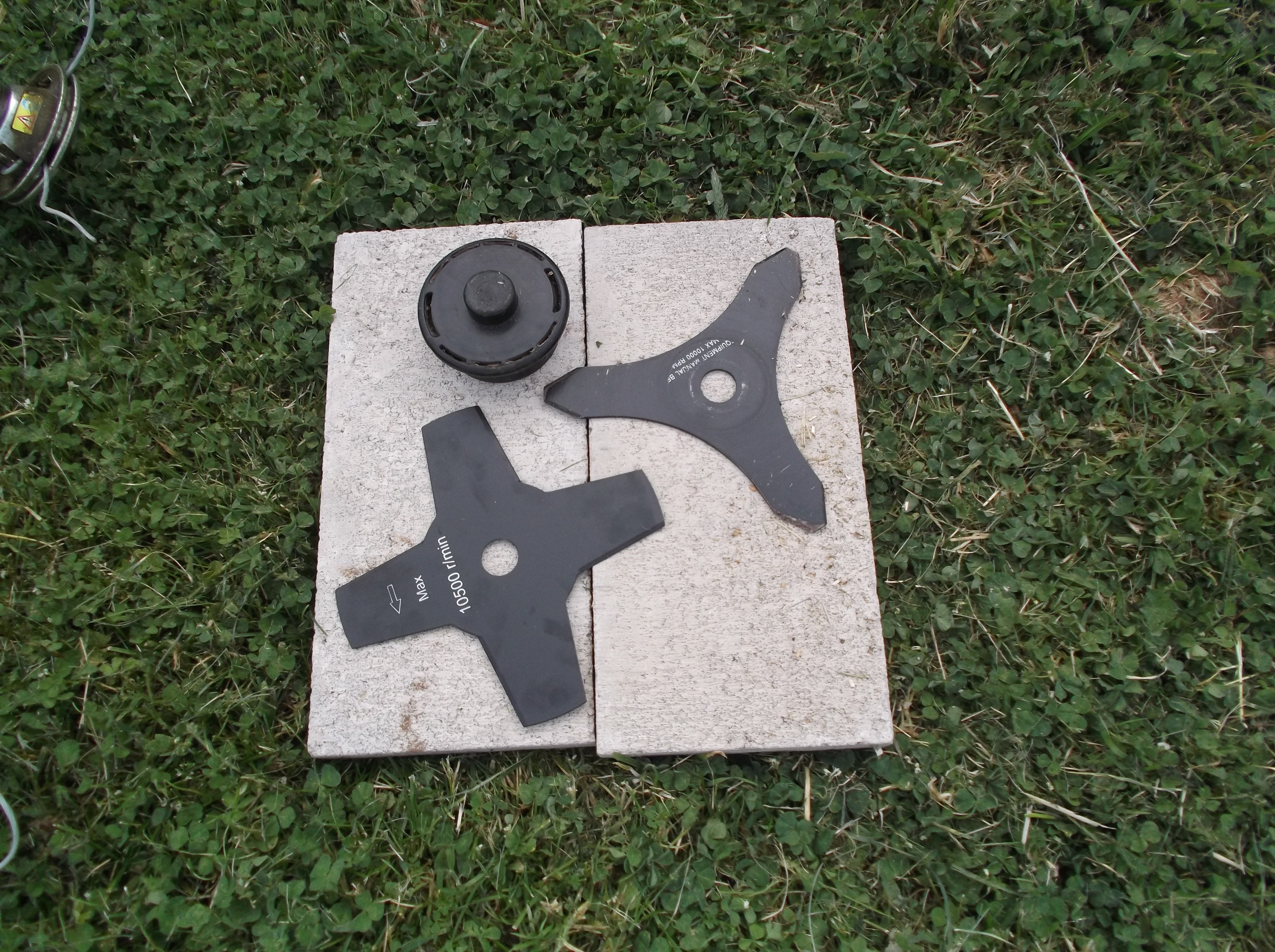
ножи для триммера
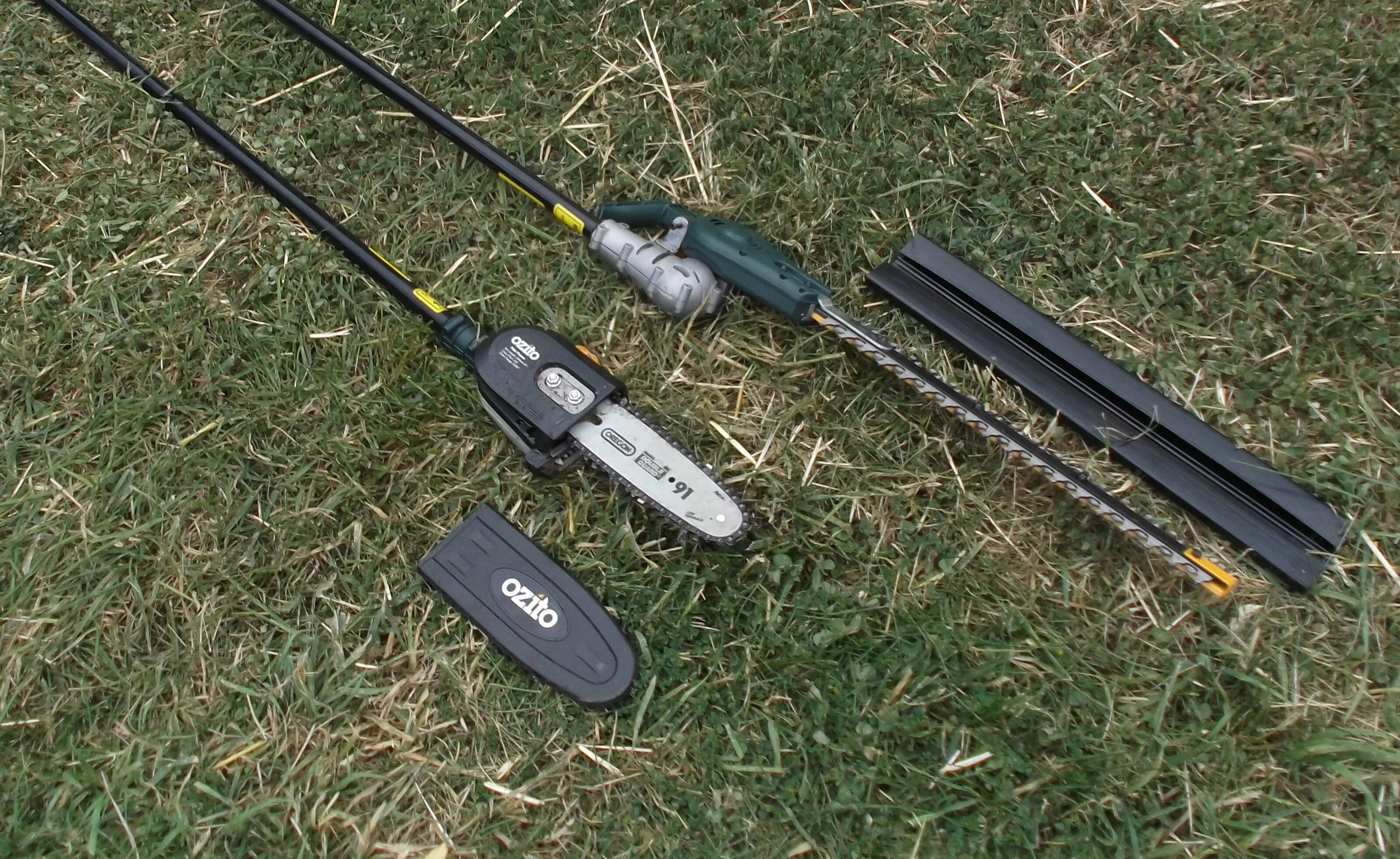
Насадки для триммера: кусторез и цепная пила
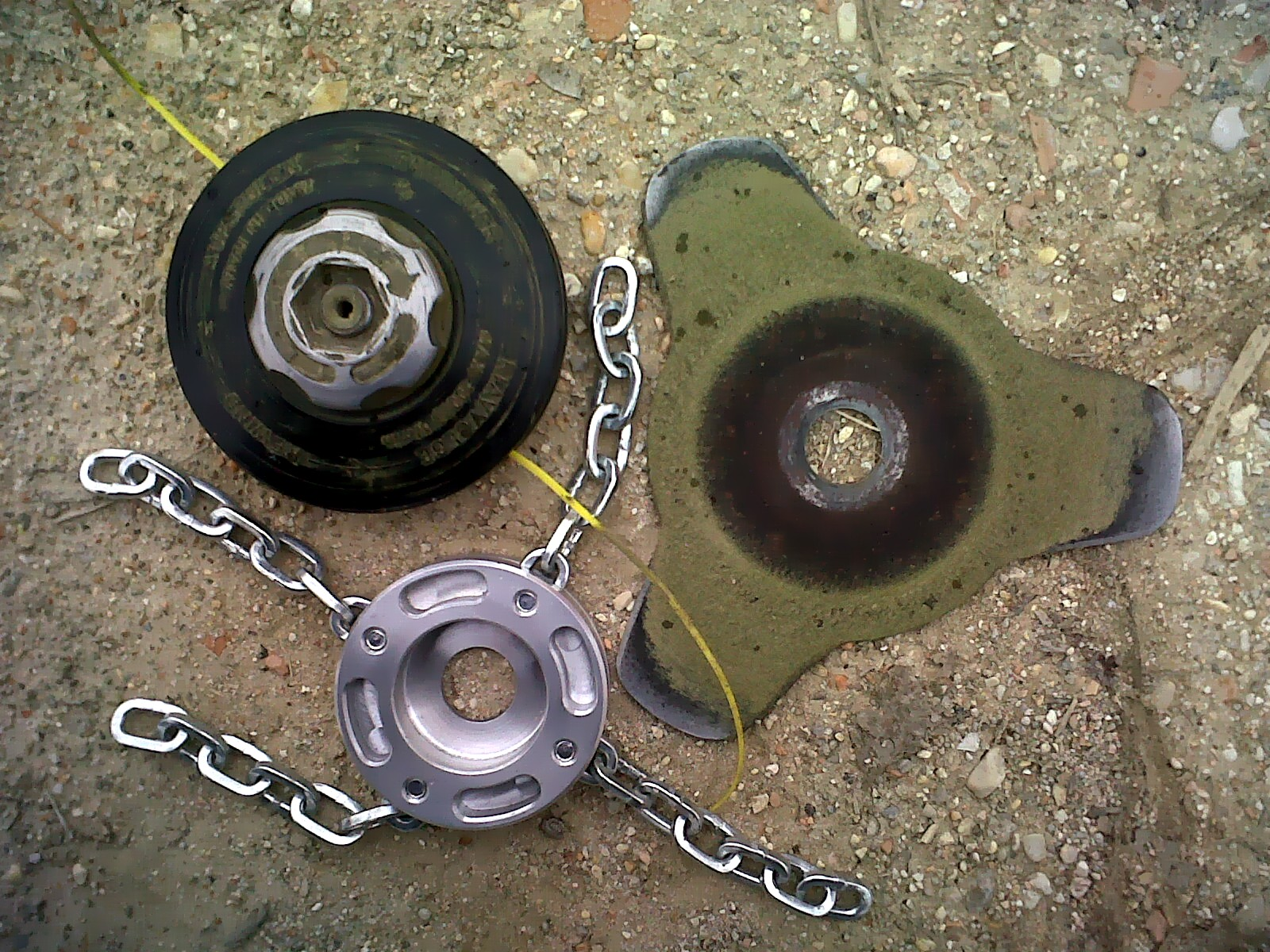
различные насадки на триммер: держатель для лески, цепи, нож.